# Comunità ebraica di Cagliari

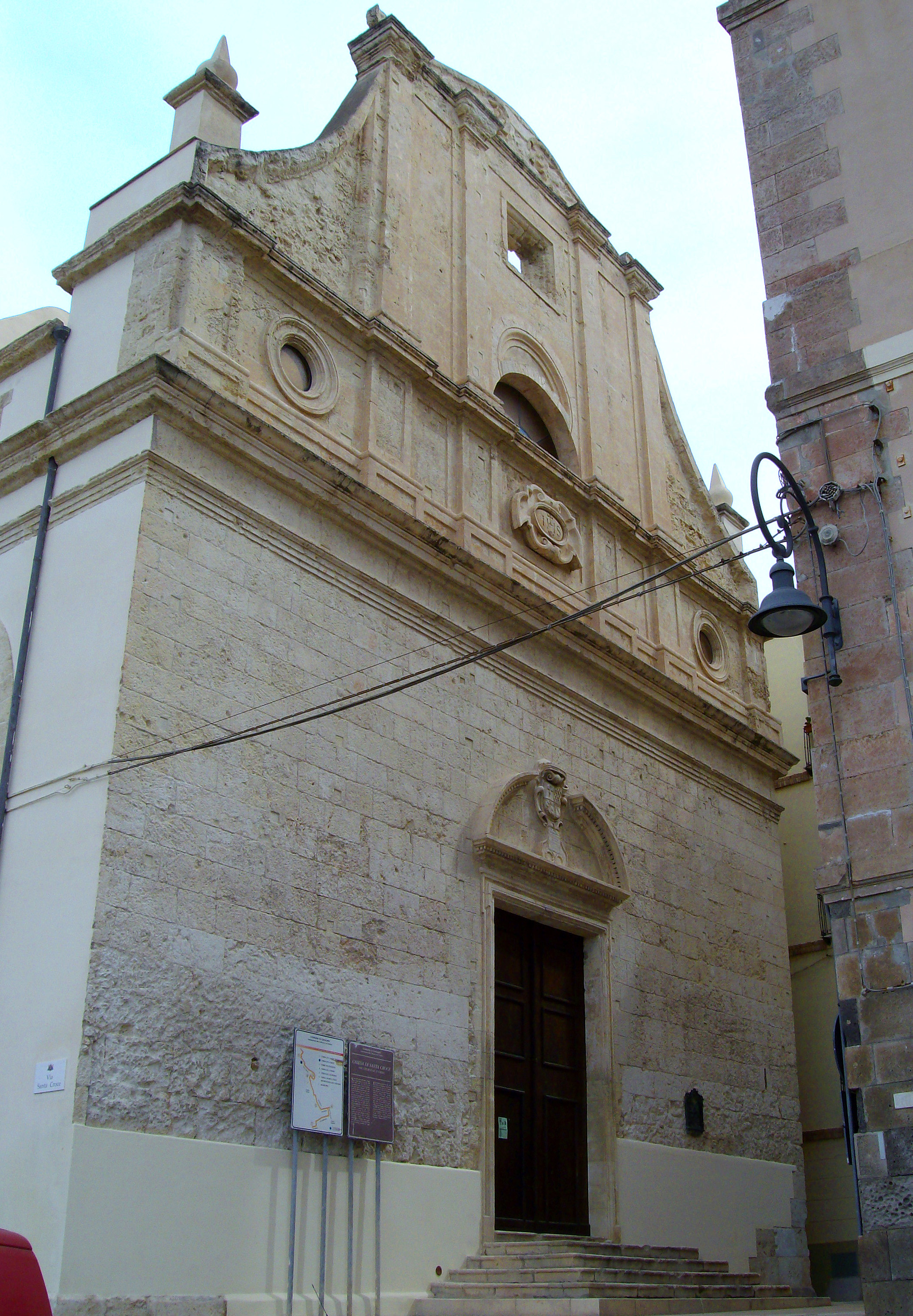
La basilica di Santa Croce nel quartiere di Castello, un tempo sinagoga della comunità ebraica di Cagliari

Fino all'espulsione degli ebrei dalla Sardegna nel 1492, Cagliari fu sede della più importante comunità ebraica della regione.
La presenza di ebrei a Cagliari è attestata già nel VI secolo in una lettera di papa Gregorio Magno al vescovo locale. Nel XIII e XIV secolo, sotto i pisani e quindi sotto Alfonso il Benigno agli ebrei fu concesso di vivere in una parte del castello della città nella zona di Santa Croce e di esercitare liberamente i commerci, pur sottoposti ad alcuni obblighi.
Nel XV secolo le condizioni di vita degli ebrei cagliaritani andarono peggiorando, con l'inasprimento delle normative antiebriache, fino al decreto di espulsione. Il 31 luglio 1492, le 70 famiglie ebree di Cagliari lasciarono l'isola. I loro beni furono interamente confiscati. Quanti sopravvissero la traversata, trovarono rifugio a Napoli, nel Nordafrica o a Istanbul. La sinagoga di Cagliari fu trasformata nella basilica cattolica di Santa Croce; la chiesa ancor oggi preserva tracce ben visibili della struttura originaria, nonostante tutti i rifacimenti successivi.